# Diaspidiotus lenticularis
Diaspidiotus lenticularis är en insektsart som först beskrevs av Karl Hermann Leonhard Lindinger 1912.  Diaspidiotus lenticularis ingår i släktet Diaspidiotus och familjen pansarsköldlöss. Arten har ej påträffats i Sverige. Inga underarter finns listade i Catalogue of Life.